# Коста, Марленис
Марленис Коста Бланко (исп. Marlenis Costa Blanco; 30 июля 1973, Ла-Пальма, провинция Пинар-дель-Рио, Куба) — кубинская волейболистка, связующая. 3-кратная олимпийская чемпионка, двукратная чемпионка мира, 3-кратная обладательница Кубка мира.

## Биография
В 1991 году 18-летняя Марленис Коста дебютировала в национальной сборной Кубы, победив с ней сразу на трёх турнирах — Панамериканских играх, чемпионате NORCECA и Кубке мира. В следующем году Коста стала одной из самых молодых чемпионок Олимпиады в Барселоне в составе своей команды. В дальнейшем волейболистка на протяжении ещё 8 лет входила в состав великой сборной Кубы 1990-х, выиграв за это время в её составе ещё две Олимпиады, два чемпионата мира, два Кубка мира, два розыгрыша Гран-при, Всемирный Кубок чемпионов, Панамериканские игры и четырежды континентальные чемпионаты.
С 1998 на протяжении двух сезонов Коста играла в Италии за сильнейшие местные команды — «Фоппапедретти» (Бергамо) и «Мединекс» (Реджо-ди-Калабрия), выиграв в их составах чемпионат, Кубок и Суперкубок Италии, а также Кубок европейских чемпионов (в 1999) и Кубок Европейской конфедерации волейбола (в 2000). В 2000 волейболистка на Олимпиаде в Сиднее выиграла своё третье олимпийское «золото», после чего завершила спортивную карьеру.

### Клубная карьера
- 1990—1998 —  «Пинар-дель-Рио»;
- 1998—1999 —  «Фоппапедретти» (Бергамо);
- 1999—2000 —  «Мединекс» (Реджо-ди-Калабрия).

## Достижения

### Со сборными Кубы
- 3-кратная Олимпийская чемпионка — 1992, 1996, 2000.
- двукратная чемпионка мира — 1994, 1998;
- 3-кратный победитель розыгрышей Кубка мира — 1991, 1995, 1999.
- победитель розыгрыша Всемирного Кубка чемпионов 1993;
  - серебряный призёр Всемирного Кубка чемпионов 1997.
- двукратная чемпионка Мирового Гран-при — 1993, 2000;
  - 3-кратный серебряный (1994, 1996, 1997) и двукратный бронзовый (1995, 1998) призёр Мирового Гран-при.
- 5-кратная чемпионка NORCECA — 1991, 1993, 1995, 1997, 1999.
- двукратная чемпионка Панамериканских игр — 1991, 1995;
  - серебряный призёр Панамериканских игр 1999.
- чемпионка Центральноамериканских и Карибских игр 1998.
- чемпионка мира среди молодёжных команд 1993.

### С клубами[1]
- чемпион Италии 1999;
  - серебряный призёр чемпионата Италии 2000.
- победитель розыгрыша Кубка Италии 2000.
- победитель розыгрыша Суперкубка Италии 1998.
- победитель розыгрыша Кубка европейских чемпионов 1999.
- победитель розыгрыша Кубка Европейской конфедерации волейбола 2000.

### Личные
- лучшая связующая Гран-при 1993.
- лучшая связующая Всемирного Кубка чемпионов 1993.